# Madonna como ícone gay

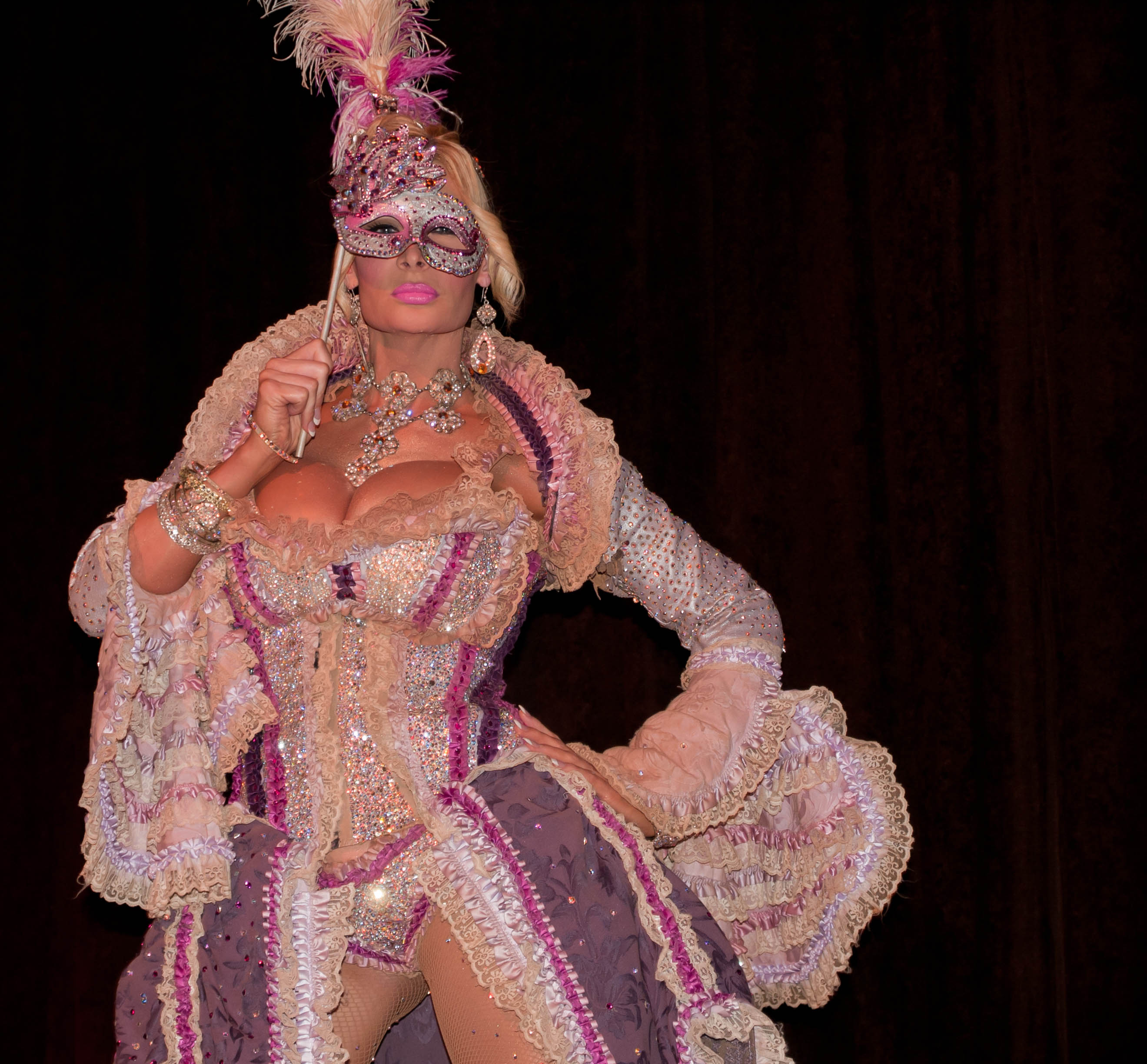
Um transformista durante uma apresentação trajando um figurino inspirado no utilizado por Madonna durante sua performance de "Vogue" no MTV Video Music Awards de 1990.

Madonna é uma artista e empresária estadunidense considerada pela cultura LGBT um ícone gay. Segundo a intérprete, sua abordagem à comunidade começou na adolescência, induzida por seu professor de dança, Christopher Flynn, um homem abertamente homosexual. Mais tarde, a influência de Flynn na cantora seria refletida em sua vida pessoal e profissional. Filósofos e sociólogos como Andrew Ross e Lisa Henderson atribuem sua relevância cultural, em grande parte, ao seu relacionamento e apoio contínuo para a comunidade, enquanto a própria cantora admitiu que "ela não teria carreira sem a comunidade".
Durante sua carreira, Madonna realizou vários trabalhos em apoio à comunidade LGBT e ofereceu entrevistas e discursos a seu favor através de suas apresentações ao vivo, videoclipes e redes sociais. Algumas músicas que fazem alusão ao seu público homossexual são "Express Yourself" (1989) e "Vogue", ambos considerados hinos gays. Esta última melodia mostrou e desencadeou uma efervescência performativa nunca antes vista na comunidade, assim como seu álbum Erotica onde ela fala abertamente sobre AIDS e homossexualidade. Estética e temas que ele continuou a explorar em outras áreas, como o livro Sex e o documentário Madonna: Truth or Dare.
Madonna figura como um ícone da cultura gay tem dado origem a muitos comentários e análises de acadêmicos, jornalistas e estudiosos da cantora, que sugerem que suas obras serviram para abrir os tabus debate e de quebra questões da homossexualidade e AIDS muito estigmatizados quando o intérprete surgiu na década de 1980. Otros autores concordam que a artista é uma figura-chave que ajudou a normalizar o coletivo para o grosso da população e muitas pessoas assumissem sua homossexualidade publicamente, como o caso de Ellen DeGeneres. Os historiadores acreditam também que Madonna foi o primeiro ícone gay em interagir sexualmente com o público e a primeira artista de alcance global a dar imagens e temas desta cultura, um nível de tratamento e exposição a explícitas em massa. Outros alegaram que a sua presença deu visibilidade ao lesbianismo.
Ela também foi criticada e gerou vários debates e controvérsias por seu apoio à comunidade, acusada principalmente de se apropriar de subculturas gays e de suas minorias com o único objetivo de lucrar. Embora bem as opiniões e explicações variem de um comentarista para outro. Na Rússia, vários grupos conservadores e políticos a criticaram por apoiar o grupo e falar publicamente contra a lei russa contra a propaganda homossexual. Entre as opiniões mais variadas está a do teólogo Nicholas C. Charles, que disse que "Satanás a usa como um ídolo para influenciar as pessoas a praticar a homossexualidade".
Ele recebeu vários reconhecimentos por seu ativismo em favor da comunidade. Em 2019, ela foi homenageada pelo GLAAD Media Awards com o prêmio Defensora da Mudança, sendo a segunda pessoa e a primeira mulher a recebê-lo. Vários autores concordam que Madonna é a maior aliada da comunidade e o maior ícone gay de todos os tempos, incluindo Sarah Kate Ellis, CEO e Presidente da GLAAD. A revista New Statesman sugeriu que estudos de Madonna apoiam, e analisam, isso. Em termos gerais, ela é considerada "Rainha da Cultura Gay". Estima-se também que sua carreira tem a maior audiência gay do mundo.

## História

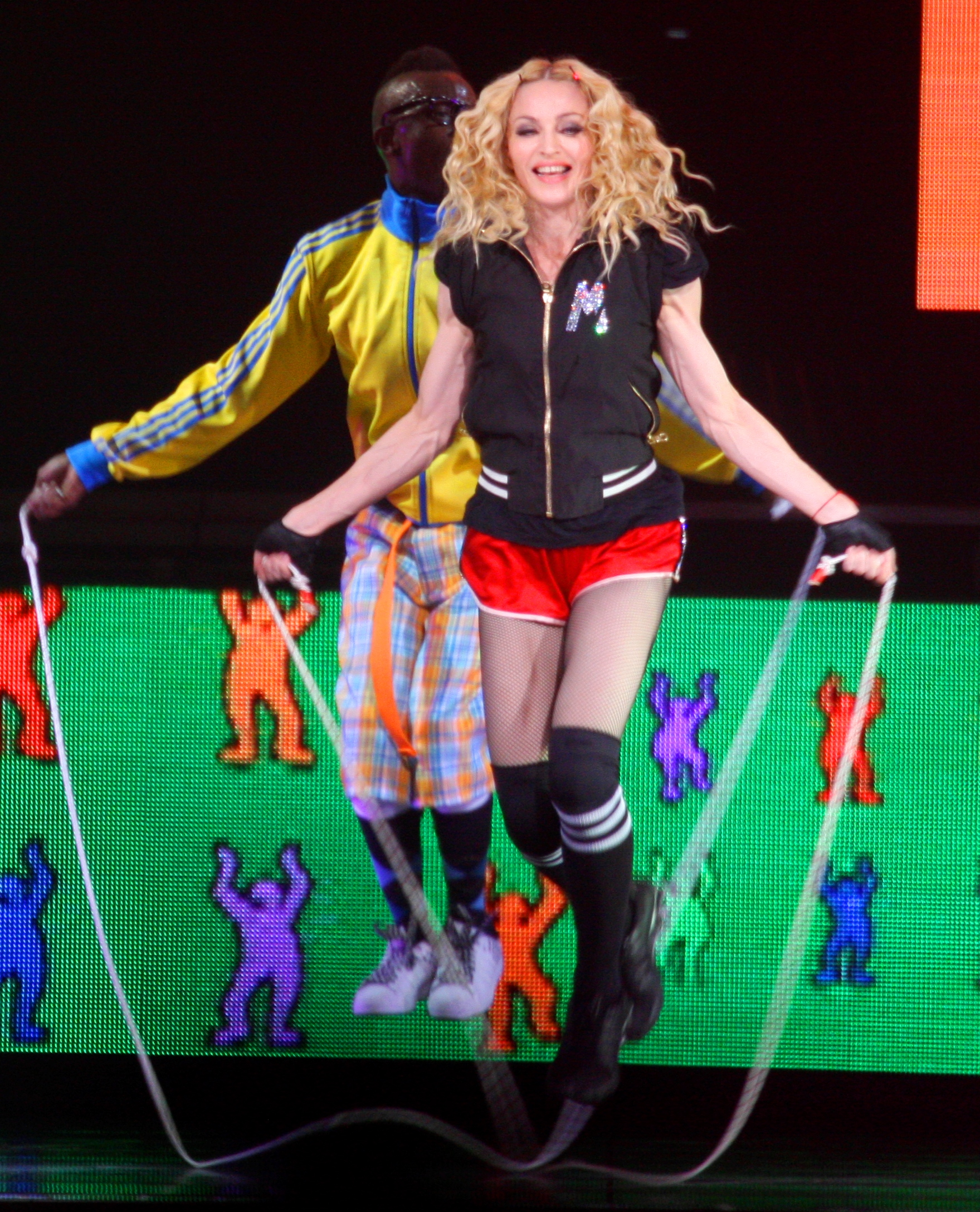
Madonna em concerto durante a Sticky & Sweet Tour. Basicamente, existem referências ao trabalho de seu amigo abertamente gay, Keith Haring.

O biógrafo Leo Tassoni, no livro Madonna (1993), explica que uma amiga minha recomendou uma adolescente Madonna na época em uma academia de balé que ela frequentava. Ele o apresentou ao professor de dança Christopher Flynn, que tinha quarenta e poucos anos e que, além de lhe dar aulas de dança, seria um dos homens mais influentes de sua vida, sendo conselheiro e melhor amigo. Abertamente gay, o professor Flynn era muito exigente com seus alunos e Madonna parecia uma jovem cheia de vida, atraente e muito talentosa. Isso daria muita segurança a cantora, a quem até então ninguém havia dito essas coisas. Rapidamente, a experiência e o carisma de Flynn no mundo artístico produziriam frutos nela, com quem, após estabelecer uma boa amizade, eles freqüentaram os bares e boates gays em Detroit, Michigan, cidade natal da cantora. Tanto na escola quanto em casa, Madonna sentiu-se incompreendida quando viu que seus amigos a achavam muito "atirada" e em casa ela sempre discutia com o pai. Por outro lado, nas localidades da comunidade, ela se sentia à vontade e tinha a impressão de que a aceitavam ali como ela era.
Em 1976, Madonna recebeu uma bolsa de estudos de quatro anos para estudar dança na Universidade de Michigan, em Ann Arbor. Durante esta fase, a cantora não parou de assistir às aulas de Flynn. Escritor Francesco Falconi em Loco por Madonna. La reina del pop (2012) mencionou que ela estava tão entusiasmada com o método de ensino de Flynn que convenceu seu irmão mais novo (Christopher Ciccone) a fazer as aulas. Mais tarde, seu irmão saiu do armário, graças à influência da cantora. Mais tarde, ele estudou na Universidade de Durham, na Carolina do Norte, para um curso de dança de seis semanas. Até então, ela decidiu abandonar a faculdade e mudou-se para Nova Iorque para seguir uma carreira profissional como dançarina. Embora seu pai não tenha apoiado essa decisão, Flynn a incentivou e apoiou. Os dois permaneceram amigos até sua morte em 1990 por AIDS. O biógrafo J. Randy Taraborrelli, no livro Madonna: An Intimate Biography (2002), escreveu que a influência de Christopher Flynn na vida e carreira da cantora não pode ser superestimada e Falconi, por sua vez, observou que Flynn é a causa de sua metamorfose. A própria artista disse: "Minha vida inteira mudou ... Isso me tirou do que considerava uma existência monótona". Em sua indução ao Rock and Roll Hall of Fame em 2008 dedicou algumas palavras. Em 2010, ela o agradeceu novamente e em entrevista à revista Interview dizendo: "Foi o primeiro homem, o primeiro ser humano, que me fez sentir bem comigo mesma e especial ... Ele foi a primeira pessoa que me disse que eu era bonita ou que tinha algo a oferecer ao mundo, e ele me incentivou acreditar nos meus sonhos, ir para Nova Iorque. Ele tem sido uma pessoa muito importante na minha vida. A estudiosa Pamela Robertson observou que entrevistas e biografias da cantora costumam mencionar o relacionamento de Christopher com Madonna.
Quando se mudou para Nova Iorque, ela conheceu Martin Burgoyne, um artista gay com uma posição semelhante à dela: ambos eram adolescentes que estavam perseguindo seus sonhos. Martin logo se tornou muito mais do que a colega de quarto da cantora, fornecendo apoio emocional durante uma série de eventos traumáticos em sua vida, como quando ela foi estuprada ao chegar à cidade. Nos anos seguintes, a cantora não apenas alcançou a fama, mas a AIDS se tornou uma pandemia. Foi nesse clima de histeria coletiva que Burgoyne confessou a sua amiga Madonna que ela tinha essa doença. No entanto, ela o apoiou emocional e financeiramente desde a época em que morreu em 1986. O historiador cultural Rodger Streitmatter disse que seu compromisso logo mudou do apoio privado de um amigo para o papel público de se tornar uma educadora mais dedicada à AIDS no país. Em seu discurso de aceitação para o prêmio Billboard de Mulher do Ano de 2016, a cantora memorizou seu início:
Essa imersão na comunidade gay de Nova Iorque fez a cantora querer ser homossexual nas palavras de Christopher Glazek, do Out. Ele citou as próprias palavras da artista: "Não senti que homens heterossexuais me entendessem. Eles só queriam fazer sexo comigo. Os gays me entenderam e eu me senti à vontade com eles". A autora Kiana Maria em Madonna: Gay Icon (2016) escreveu que a maioria dos atores, dançarinos e artistas que trabalharam com a cantora são gays e vários quem é ou foi amigo íntimo dela. O escritor Matt Cain mencionou Keith Haring, que foi uma de suas primeiras amigas no início de sua carreira e que Madonna ajudou a promover parte de seu trabalho.
De fato, Glazek comentou que, durante a primeira década da carreira da artista, a associação pública com homens gays se aprofundou. A própria cantora disse repetidamente que seus melhores amigos são gays. Em 2013, seu amigo abertamente homossexual David Collins morreu e a cantora lhe dedicou uma carta descrevendo a influência que ela exercia sobre sua vida.

## Apoio

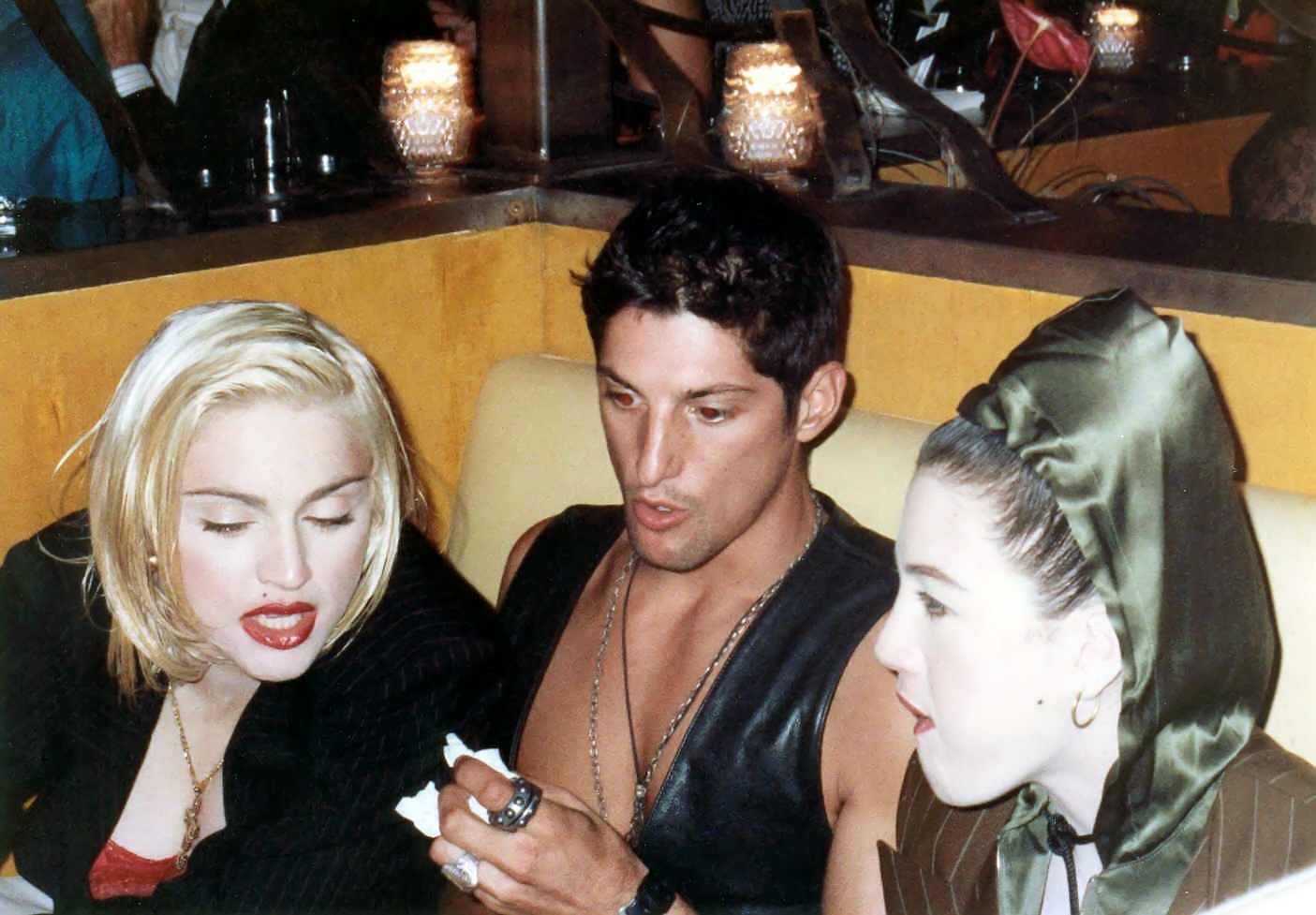
Madonna (esquerda), Tony Ward (centro) e Donna De Lory na festa do AIDS Project Los Angeles, concerto de caridade em 1990.

Ao longo de sua carreira, Madonna realizou vários trabalhos em apoio à comunidade LGBT e ofereceu declarações e discursos em seu nome. A professora Judith Peraino escreveu que o fez usando todas as formas possíveis, com tabus sexuais em vídeos , performances e entrevistas. A acadêmica Pamela Robertson analisou cuidadosamente esse ponto e escreveu que a cantora sempre coloca sua identificação com a cultura gay e lésbica — e afro-americana — em primeiro plano, identificando-se como parte dela. Pois, segundo Robertson, "a intérprete constantemente traz os aspectos dessas culturas marginalizadas para o centro de seu trabalho". Muri Assunção, da Billboard, também mencionou esse ponto e disse que a artista promove a agenda gay com sua arte desde o lançamento de seu primeiro single, "Everybody", em 1983. Christopher Glazek, entretanto, observou que a cantora tem sido tão conectada à comunidade como colaboradora artística, aliada política, empregadora, amiga e irmã.
Como consequência, a professora Lisa Henderson, da Universidade de Massachusetts relaciona a popularidade da artista com gays e lésbicas ao seu status de figura política: "O coração do apelo de Madonna ao público gay e lésbico ... inclui sua disposição de agir como uma figura popular e política e de reconhecer que os domínios cobrados como sexo, religião e família, são, de fato, construções políticas, especialmente para lésbicas e gays". Robertson apontou aqui que a apresentação e recepção da cantora entre gays e lésbicas como figura política a vincula à segunda tendência camp após os anos 1960. Ela também apoiou causas filantrópicas durante sua carreira, especialmente com AIDS, doenças e estigmas intimamente relacionados ao grupo. Por exemplo, nos anos de 1990, 1991, 1996 e 1998, a artista participou do AIDS Project Los Angeles (APLA). Em 1987, o concerto oferecido no Madison Square Garden, como parte da Who's That Girl World Tour se tornou caridade e o dinheiro arrecadado foi para a amfAR, a Fundação para a Pesquisa da AIDS. Em 1989, juntamente com Christopher Flynn, eles realizaram uma maratona de dança na cidade de Nova Iorque para beneficiar a luta contra a Aids, onde arrecadaram cerca de US$ 400.000. Em 1990, o último concerto da etapa estadunidense da Blond Ambition Tour foi dedicada ao seu amigo Keith Haring e o dinheiro arrecadado foi doado para amfAR. A estréia do documentário Madonna: Truth or Dare nos Estados Unidos também foi em benefício do AIDS Project Los Angeles. No ano seguinte, ela escreveu uma carta que apareceu na edição de dezembro da revista Billboard, onde ela falou sobre os efeitos da AIDS e listou as organizações às quais as pessoas poderiam doar dinheiro de boa vontade. Ela declarou que era "uma guerra" contra a doença.

## Obra artística
Muitos dos videoclipes e músicas apresentados por ela frequentemente sugerem uma identificação com a cultura gay. Os historiadores australianos Robert Aldrich e Garry Wotherspoon observaram que seus vídeos são idiossincráticos na medida em que apelam para as culturas lésbica e gay simultaneamente. Entre esses exemplos estão "Express Yourself" (1989), "Justify My Love" e "Vogue", ambos de 1990. Outras músicas e clipes de vídeo em programas de apoio ou de referência foram: "Material Girl" (1985), "True Blue" (1986), "Open Your Heart" (1987), "Deeper and Deeper" (1992), "Fever" (1993), "Human Nature" (1995), "Nothing Really Matters"(1999), bem como "Hung Up" e "Sorry" (ambos de 2005), "Give Me All Your Luvin'" e "Girl Gone Wild" (ambos de 2012), "Bitch I'm Madonna" (2015). O vídeo de "Ballet Dark" do álbum Madame X é protagonizado por Mykki Blanco, artista HIV-positivo.
Em 1989, ele incluiu nas cópias do álbum Like a Prayer folhetos com informações sobre a crise da Aids, como foi contraída e como essa doença poderia ser evitada. Em 1992, ele lançou seu álbum Erotica, onde fala sobre questões como homossexualidade e AIDS, especialmente a músicas "Why's It so Hard" e "In This Life", que nascem com o objetivo de combater o preconceito contra homossexuais. A segunda faixa foi dedicado aos amigos da comunidade que morreram desta doença. No álbum, a artista também declara que não faria amor com um homem que não foi penetrado por outro homem. Durante a promoção de Erotica, a cantora explicou que sua luta era contra o racismo, o preconceito, o sexismo, a perseguição contra homossexuais e ignorância. Nesse mesmo ano, ela acompanhou o álbum com a publicação de seu livro Sex, cujo conteúdo incluía fotos que aludiam à homossexualidade e à lesbianidade. Nele, ela também escreveu suas fantasias e disse: "Acho que todo homem hetero deve ter a língua de outro homem na boca pelo menos uma vez". No filme de 2001, The Next Best Thing, ela interpreta uma mulher hetero que tem um filho com um homem gay. Em 2013, ela filmou um curta-metragem chamado secretprojectrevolution sobre expressão artística e direitos humanos.

### Apresentações e discursos

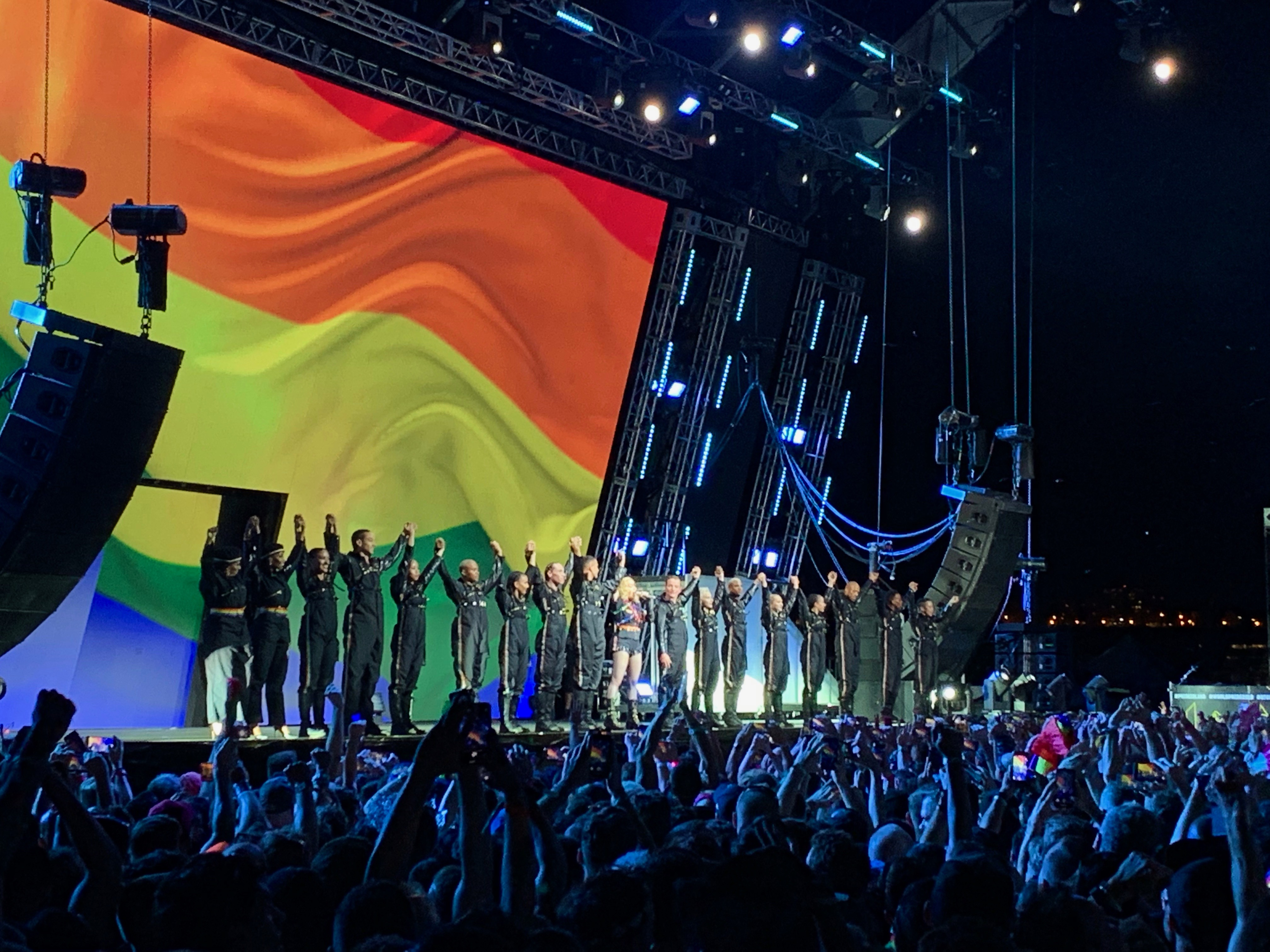
A apresentação de Madonna durante o WorldPride, realizada em Nova Iorque em junho de 2019.

Em 1990, ela concedeu uma entrevista ao The Advocate, onde criticou a homofobia na indústria da música e falou sobre a homossexualidade de seu irmão Christopher Ciccone. Em 1991, no Good Morning America, a artista voltou a falar sobre homofobia, considerando-o um dos grandes problemas nos Estados Unidos. No mesmo ano, ele ofereceu outra entrevista ao The Advocate, onde disse sobre a homossexualidade: "Eles a rejeitam em muitos níveis diferentes. Algumas pessoas verão e ficarão enojadas com isso, mas talvez isso desperte seu inconsciente. Se as pessoas continuarem vendo, vendo e vendo, eventualmente não será uma coisa tão estranha". Ela disse uma vez que as mulheres estão perdidas sem as "bichas" e mostrou apoio ao grupo ACT UP. também disse uma vez: "Os homens efeminados atrair-me mais do que qualquer coisa no mundo, porque eu os vejo como se fossem meus alter egos".
Durante a Sticky & Sweet Tour na etapa de 2009, ele apareceu na Romênia e falou em favor da comunidade cigana e dos direitos desiguais dos homossexuais. Em junho de 2010, ela criticou em uma declaração da Fundação Raising Malawi, a decisão de aprisionar dois homens no Malawi, enquanto celebravam sua união matrimonial . Em apenas algumas horas, o site registrou mais de 5.000 assinaturas a favor. A declaração incluía o seguinte trecho:
Nesse mesmo ano, em 2010, ela fez uma aparição especial no The Ellen DeGeneres Show para falar sobre o bullying de crianças e adolescentes, incluindo o bullying a homossexuais e suicídios recentes relacionados. Em sua conversa com Ellen, ela reiterou como alcançou a comunidade gay quando adolescente, dizendo que se sentia diferente no ensino médio e encontrou aceitação e simpatia entre amigos gays, particularmente seu instrutor de dança. Ela também disse "[...] de fato, eu não teria uma carreira se não fosse pela comunidade gay". Em junho de 2011, ele exortou seus apoiadores a apoiar o casamento entre pessoas do mesmo sexo em Nova Iorque, publicando a seguinte mensagem em seu site: "As vozes dos nova-iorquinos devem ser ouvidas. Diga a seus congressistas estaduais para apoiar a lei do casamento gay. Tudo que você precisa é amor".
Em agosto de 2012, como parte da MDNA Tour, ele se apresentou na cidade russa de São Petersburgo, onde apoiou a comunidade gay, que foi afetada pelas leis russas contra a propaganda homossexual. Ela falou com 25,000 pessoas e disse: "Queremos lutar pelo direito à liberdade. Viajo muito pelo mundo e vi que as pessoas são cada vez mais intolerantes, [...] mas podemos mudar isso". Durante o show, a cantora usava pulseiras vermelhas e rosa distribuídas como um gesto de solidariedade a homossexuais isolados no páis, enquanto pedia ao público que levante a mão com as pulseiras. Enquanto o público agitava a bandeira gay, ela declarou: "Estou aqui para dizer à comunidade homossexual e aos gays que aqui e em todo o mundo eles têm os mesmos direitos — de serem tratados com dignidade, respeito, tolerância, compaixão e amor".

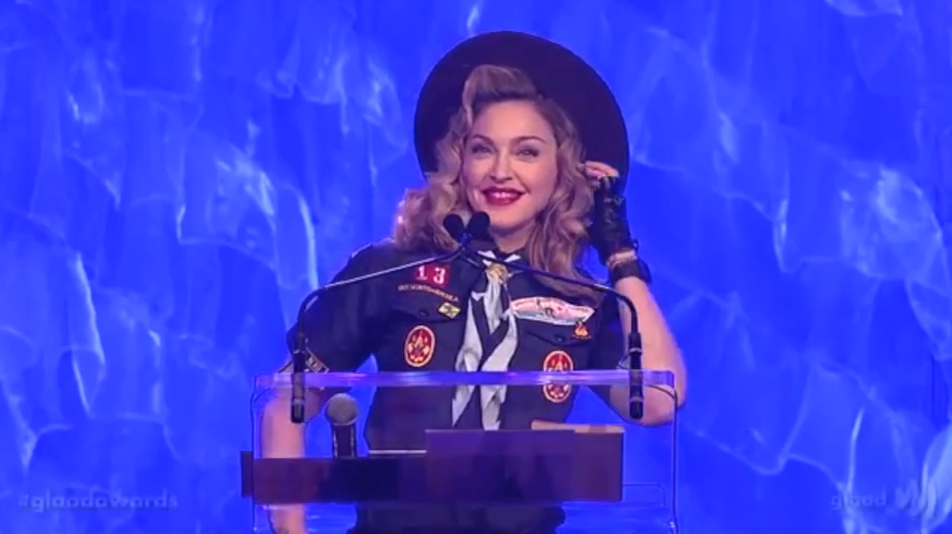
Madonna durante o GLAAD Media de 2013

Em 2013, Madonna respondeu a perguntas no Reddit para os usuários; Uma delas era "Se você fosse um homem gay, você seria Ativo ou um passivo?", A resposta muito breve, da cantora, foi: "Eu sou um homem gay". Nesse mesmo ano, em março, ele entregou o Prêmio Vito Russo ao jornalista abertamente gay, Anderson Cooper, no 24º GLAAD Media Awards. Vestida como uma escoteira, a artista pediu a essa organização que mudasse as regras de abertura para mulheres e homossexuais. Ela fez um discurso no qual afirmou:
Em 2014, ela cantou "Open Your Heart" no Grammy Awards, acompanhada no palco por Macklemore & Ryan Lewis, enquanto Queen Latifah oficiou a união de 34 casais gays. Em 2015, ele publicou em suas redes sociais a fotografia de dois homens se beijando para coincidir com o Dia Internacional contra a Homofobia. Em 2016, ele repudiou o Massacre de Orlando, em um bar gay. Em 2017, ele compartilhou uma imagem em suas redes para comemorar o Dia Mundial de Combate à AIDS. Em 2018, após os comentários de Domenico Dolce e Stefano Gabbana criticando a adoção homoparental e chamando as crianças concebidas através de tratamentos de fertilidade de "sintéticas", a artista postou uma mensagem no Instagram onde dizia: "Todos os bebês têm almas de onde quer que venham neste mundo [... ] Deus tem a mão em tudo, até na tecnologia [...]".
Em 2019, ele fez um concerto surpresa no Stonewall Inn para comemorar o 50º aniversário da Rebelião de Stonewall. Ea cantou "Like a Prayer" e "Can't Help Falling in Love" (1961), de Elvis Presley. Ele também fez um discurso onde mencionou: "Tive o privilégio de usar minha arte como veículo de mudança. Provocar, inspirar, despertar pessoas e trazer a comunidade LGBTQ comigo". Em maio daquele ano, fez o encerramento do WorldPride realizado em Nova Iorque, onde ele fez um discurso e agradeceu ao público gay pelo apoio carreira".

## Comentários

### Contexto
A figura de Madonna e seu relacionamento com a cultura LGBT deu origem a uma diversidade de análises e interpretações na comunidade de acadêmicos e jornalistas, como explicado em Madonna's Drowned Worlds (2004). A justificativa de Kiana Maria, autora do livro Madonna: Gay Icon (2016) é que "o conhecimento de suas contribuições é fascinante e importante tanto para os fãs quanto para qualquer pessoa interessada na História LGBT". O professor Michael Real, da Royal Roads University, sugere que os estudiosos de Madonna encontrem referências densamente codificadas com significado rico para gays e lésbicas em seus textos. Um exemplo disso pode ser visto com a Universidade de Oviedo, onde um bloco temático chamado "Eu te Amo - Eu te Odeio: A Relação do Público Gay com Madonna" foi ensinado na sala de aula de extensão dedicada exclusivamente ao artista em 2015. Os mesmos autores que ministraram os cursos publicaram posteriormente o livro Bitch She's Madonna (2018), onde dedicaram um capítulo exclusivamente à relação e importância de sua figura na cultura homossexual.
No geral, o acadêmico Robertson escreveu que os críticos argumentam que muitos homens gays e lésbicas se identificam com o poder e a independência da cantora. No sentido estrito da palavra definida como "ícone gay", Matt Cain disse que, antes de Madonna, parecia que todos os ícones gays eram figuras trágicas. Embora tenha sofrido uma tragédia tão grande quanto a perda de sua mãe aos 5 anos de idade, ela nunca foi vista um pouco de fragilidade, disse o autor da referência. Seguindo o tópico, Michael Musto mencionou que, com a cantora, não se trata da velha e divisória história de Judy Garland, Ela é uma diva diferente, onde homens gays, lésbicas e mulheres heterossexuais podem se sentir igualmente satisfeitas com a artista e se identificar com ela como uma figura de desejo e poder.

### Interpretações

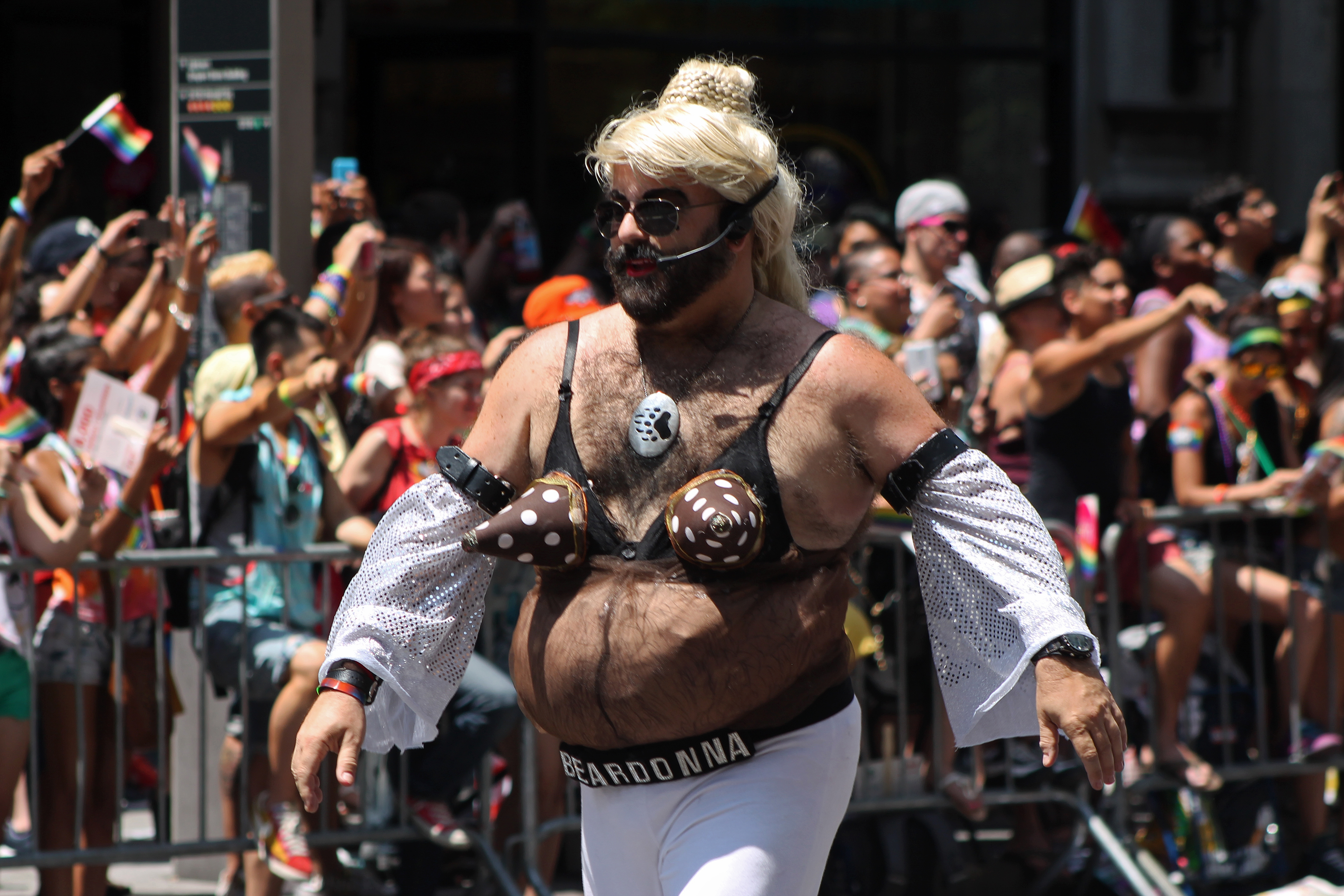
Um homem identificado como "Beardonna" (trocadilho com a subcultura e o nome da artista).

Freya Jarman-Ivens, da Universidade de Liverpool, observou que os acadêmicos sobre o relacionamento do cantor com as (sub)culturas gays tiveram que limitar a palavra "gay" a "homens gays", em vez de uma definição que inclua Lésbicas, ou anexar (sub)culturas lésbicas ao masculino. Ele compartilhou seu ponto de vista, pois certamente há muito o que discutir sobre esse assunto, disse ele, já que sua apropriação da iconografia gay masculina está presente em todos os níveis de seu trabalho: letras de músicas, apresentações, imagens de vídeo, apoio público, relações pessoais e da vida real. Henderson observou que, ao definir a recepção lésbica de Madonna como um ícone cultural, são os debates que são comumente conhecidos como guerra dos sexos com batalhas discursivas sobre as implicações políticas da pornografia e várias práticas sexuais, especialmente o sadomasoquismo.
Freya, juntamente com Santiago Fouz-Hernández, também propôs que a ênfase da artista como um ícone para homens gays não diminuísse suas seguidores lésbicas. De fato, Musto disse que a cantora é uma ótima "aluna da graduação", sendo a primeira estrela a apelar igualmente para os dois campos (gays e lésbicas). Além disso, os autores de Bith She's Madonna disseram que uma chave fundamental para entender sua relevância na comunidade é o uso do discurso feminista ao longo de sua carreira, uma vez que os direitos LGBT estão intimamente ligados ao feminismo e a ela. A produção artística está repleta de mensagens que empoderam mulheres e lésbicas, gerando admiração e empatia no público gay.
Um ponto frequentado pelos comentaristas é que, embora Madonna seja identificada como heteroaliado na comunidade, há quem tenha notado suas insinuações lésbicas e bissexuais, acima de tudo, muito ambíguas. Samantha Thrift, da Universidade de Simon Fraser, explica que ao longo de sua carreira o debate durou, principalmente quando a vida parecia imitar a arte. Pau Pitarch, no livro Pasen y vean: estudios culturales (2008), sugere que em 1988 suas primeiras alusões à suposta homossexualidade começam. Com Sandra Bernhard, ele realiza em público o que ela chama de uma série de performances que aludem a um relacionamento. Embora bem, para o cantor Thrift tem uma distância ambígua da "realidade" das suas dotações lésbicas.
Por seu lado, os autores de Queer Style (2013) mencionaram que a popularidade da artista como ícone lésbico foi apoiada por sua obsessão por  drag e camp. Além disso, tanto para o teórico social Michael Warner quanto para o historiador de arte Douglas Crimp, a artista pode ser tão queer como quiser, mas apenas porque sabemos que não é.
Os autores Diane Hamer e Belinda Budge interpretaram que a imagem lésbica da artista se destina a estimular o público heterossexual, mas abordando conscientemente as mulheres como agentes sexuais. A ensaísta Eloy Fernández Porta expressou que ela "é uma hetero ícone não convencional, e se alguns gays estão interessados nela, é porque existe uma certa sensibilidade gay que simpatiza com formas não heteronormativas de heterossexualidade". O editor June Fernández disse que "que mulheres poderosas como Madonna são consideradas mais ícones gays do que lésbico me dá alimento para pensar. No caso da artista, a ambiguidade sexual é melhor que a heterossexualidade perfeita".
Por outro lado, em comentários mais variados, o acadêmico Georges-Claude Guilbert mencionou que, como ícone gay, a cantora não só foi inspirada por ícones glamourosos como Garland, mas também por ícones gays que se encaixam em uma cultura "mais intelectual". , com pintores e cineastas como Andy Warhol e Luchino Visconti. Além disso, Darren Scott, do The Independent, explica que nunca afirmou ser um ícone gay. Ela simplesmente é, ela sabe, mas sem dúvida ela não mexe com isso.

### Lesbianismo com Madonna

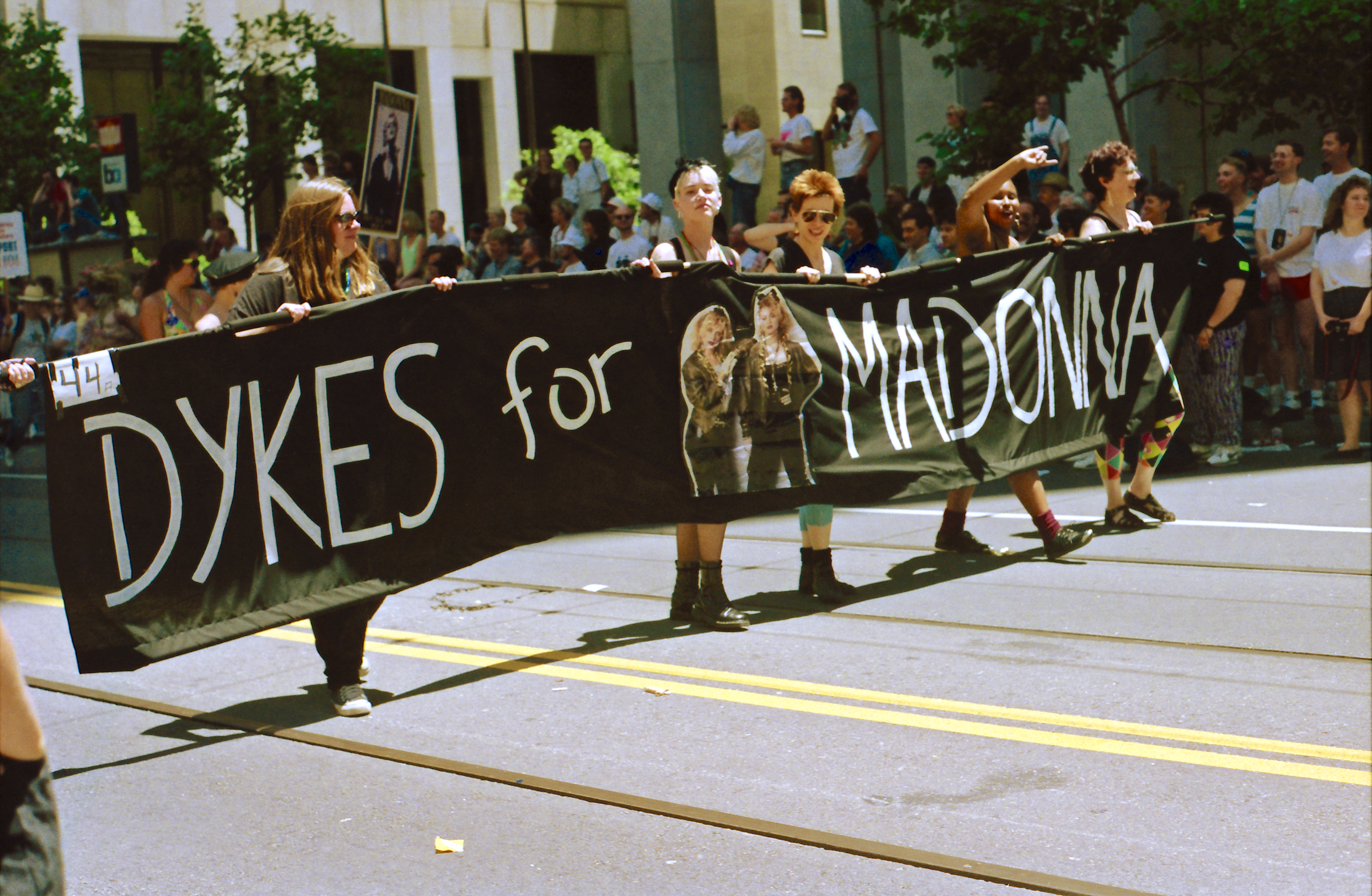
Um grupo de mulheres identificadas como lésbicas ("Dykes") marchando na Parada do Dia da Libertação Gay de São Francisco em 1991, vestindo faixas e roupas de Madonna.

## Relacionamento com o público gay

### Recepção e legado
[...] Sua música e sua franqueza me mostraram na adolescência um caminho a seguir. Através de sua música, ela me disse e milhões de adolescentes — gays e heterossexuais — que não estamos sozinhos. Estamos conectados um ao outro.

—Anderson Cooper antes de introduzir Madonna ao Billboard Women in Music em 2016.
A releção da cantora e com o público gay tem sido um tópico de interesse de vários autores, dando-lhe uma posição quase única entre o resto das celebridades. O comentarista Levine menciona que a ligação entre os fãs de pop gay e uma estrela feminina "pode ser bastante superficial e muito comum hoje em dia". Ele considera que "se chamar um aliado não é mais difícil ou controverso". Mas com Madonna, é um pouco diferente e mais arraigado, pois esse vínculo nunca se enfraqueceu. T. Cole Rachel da Pitchfork expandiu isso e observou que hoje é de vital importância que as estrelas pop apoiem e coligam uma base de fãs gays, mas na década de 1980 era muito diferente. Nesta época em que uma geração inteira estava perdida para a AIDS , ela era visivelmente "a única" (ou mais popular) defensora de seus direitos.
Cain também disse que desde o início de suas carreiras, os gays são seus maiores fãs. Isso ocorre porque não havia modelos homossexuais para admirar antes. Em vez disso, eles se identificaram com ela como sendo uma mulher forte definida por sua sexualidade, sexualidade que, assim como a deles, a colocou fora do que era considerado normal, ela mencionou. Comentário semelhante ao de Ben Kelly, do The Independent, que também garante que esses milhões de gays encontraram na artista a a mãe que nunca teve que aceitá-los como são. Depois disso, os autores dos Madonna's Drowned Worlds, escreveram que o arquétipo do homem gay, que anseia por moda, música e vida romântica, é bem suprido pela artista. "É justamente sua fluidez e flexibilidade que lhe permitem reservar um lugar especial na imaginação do coletivo". Para muitos gays, ela se tornou um ícone com uma consciência. Eles também observaram que sua arte evolutiva é paralela à evolução da cultura gay da década de 1980 até o presente. Ela traz à tona questões com as quais os gays podem se relacionar, e o faz sem preconceitos, cobrindo tudo. Discos como Ray of Light (1998), Music  (2000) e algumas músicas do American Life (2003) refletem a mudança sociocultural em seus ouvintes homossexuais, segundo os autores.
Wenceslao Bruciaga, no jornal Milenio, mencionou que, para ele, uma causa de devoção dos homossexuais à cantora, se deve ao exibicionismo coreográfico e sexualizado que é fácil de imitar, embora eles também possam adorar o capitalismo oprimido como uma inclusão funcional, concluiu ele. Semelhante a esse comentário, Alex Hopkins, da revista Time Out, observou que a comunidade gay a rotula como "sua gloriosa líder" e disse que, com sua falta de inibição, ajudou a inspirar uma geração de gays a viver em termos próprios. Os autores da Enciclopedia Gay escreveram que "Madonna sempre vai além do que sonhamos, ela nos dá exatamente o que nem sabíamos que queríamos. A cultura gay para ela não é um ponto de chegada, mas apenas material, e nesse "substantivo imperial" se eleva acima do comum dos mortais e nos conquista para sempre. Em resumo, tudo o que ela faz é uma lição de uso e abuso", concluíram. Sebastián Chaves, do jornal argentino La Nación, disse que, desde a "Vogue", nenhum artista branco heterossexual conseguiu encantar a cena gay negra em todo o mundo com tanta naturalidade e aceitação.
Por outro lado, Diaz menciona que as coisas desagradáveis para a cultura heteronormativa sobre a cantora só fortalecem seu relacionamento com fãs queer. Madonna não apenas mudou a cultura popular com sua arte, mas mudou a vida de milhões de jovens fãs de LGBTQ, disse ela. Claudio de Prado da revista Vanity Fair sugere que, às vezes, parece que qualquer artista pode se tornar uma "diva gay" depois de ocasionalmente entregar um hit de disco ao público e trocar de roupa várias vezes no palco. Enquanto outras grandes estrelas pop se aproveitam da comunidade, que depois não consegue defendê-la quando atacada de diferentes áreas sociais e políticas, Madonna demonstra um compromisso real com os direitos da comunidade. Wenceslao Bruciaga de Noisey refletiu:

## Críticas e controvérsias

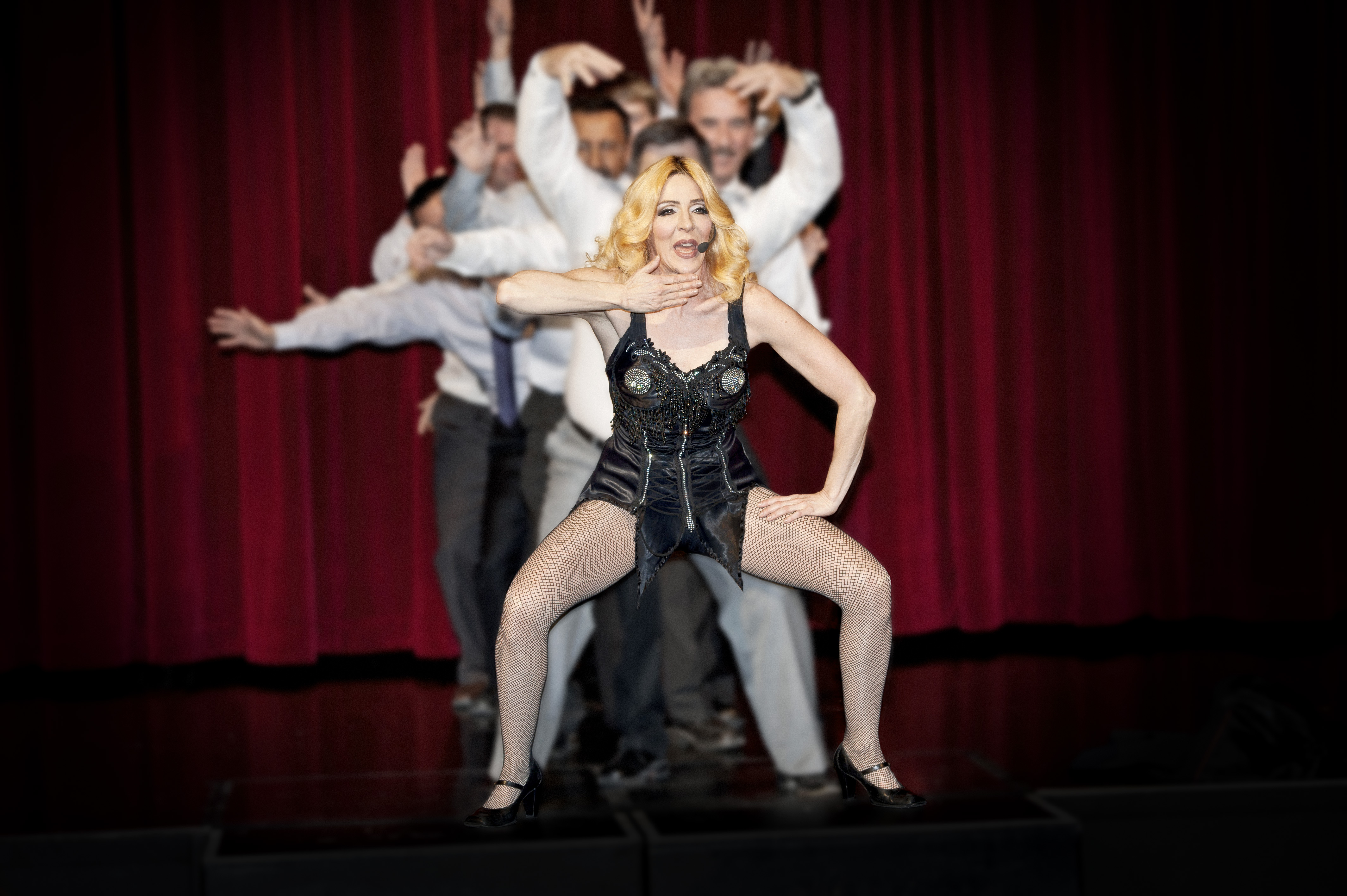
Uma drag queen performando a dança vogueing. Segundo alguns critícos, a dança de subcultura gay, foi mostrada de forma pejorativa por Madonna no videoclipe de "Vogue".